# Palicourea danielis
Palicourea danielis är en måreväxtart som beskrevs av Paul Carpenter Standley. Palicourea danielis ingår i släktet Palicourea och familjen måreväxter. Inga underarter finns listade i Catalogue of Life.